# Carotenemia
La carotenemia (también conocida como «aurantiasis cutis»o betacarotenemia) es una afección médica benigna y reversible en la que un exceso de carotenoides en la dieta produce una decoloración anaranjada de la capa más externa de la piel, en la capa córnea. La decoloración se observa con mayor facilidad en personas de piel clara y puede confundirse con ictericia, diferenciándose de esta por la conservación de la esclerótica y la mucosa bucal ya que el tejido adiposo es el principal objetivo de los carotenoides. Esta afección no está asociada con toxicidad por vitamina A.
Si bien la betacarotenemia se considera una enfermedad rara, se desconoce su prevalencia. Sin embargo, en un estudio de Priyadarshani realizado en 615 niños, se observó una prevalencia del 2%.

## Fisiopatología
Hay tres mecanismos principales involucrados en la hipercarotenemia: ingesta dietética excesiva de carotenoides, aumento de los lípidos séricos y disminución del metabolismo de los carotenoides. La causa más común de hipercarotenemia (y por lo tanto de carotenodermia) es el aumento de la ingesta, ya sea a través del aumento de alimentos dietéticos o suplementos nutricionales; por ejemplo: una zanahoria de tamaño mediano tiene aproximadamente 4 mg. Este cambio tarda aproximadamente de 4 a 7 semanas en reconocerse clínicamente. Numerosas sustancias ingeridas son ricas en carotenoides.
El aumento de los lípidos séricos también causa hipercarotenemia porque hay un aumento de las lipoproteínas circulantes que contienen carotenoides unidos.
Finalmente, en ciertos estados patológicos, el metabolismo y la conversión de carotenoides en retinol se ralentiza, lo que puede conducir a una disminución del aclaramiento y un aumento de los niveles plasmáticos. El betacaroteno sérico elevado no necesariamente da como resultado carotenemia, pero es probable que esto último aparezca cuando la ingesta es superior a 20 mg/día. La ingesta promedio de adultos en los EE. UU. ronda los 2,3 mg/día.
La carotenodermia se puede dividir en dos tipos principales, primaria y secundaria, que pueden coexistir en el mismo paciente. El carotenoderma primario se debe a una mayor ingestión oral de carotenoides, mientras que el carotenoderma secundario se debe a estados patológicos subyacentes que aumentan los carotenoides séricos con la ingesta oral normal de estos compuestos. 
Los estados de enfermedad asociados con la carotenodermia incluyen hipotiroidismo, diabetes mellitus, anorexia nerviosa , síndrome nefrótico y enfermedad hepática. En el hipotiroidismo, el síndrome nefrótico y la diabetes mellitus, posiblemente, el mecanismo subyacente de la hipercarotenemia es tanto la conversión alterada de betacaroteno en retinol como el aumento asociado de lípidos séricos. La diabetes mellitus también se ha asociado con la carotenodermia a través de dietas específicas de enfermedades ricas en vegetales.
En la disfunción renal en general se asocia con hipercarotenemia como resultado de una disminución de la excreción de carotenoides. La disfunción hepática, independientemente de su origen, causa hipercarotenemia como resultado de la conversión alterada de carotenoides en retinol, por lo que la ictericia y la carotenodermia pueden coexistir en el mismo paciente.
La anorexia nerviosa causa carotenodermia principalmente a través de dietas ricas en carotenoides y el hipotiroidismo asociado. Tiende a ser más común en el subtipo restrictivo de esta enfermedad y se asocia con numerosas otras manifestaciones dermatológicas, como cabello y uñas quebradizas, lanugo –como el vello corporal y la xerosis. Aunque la enfermedad de Alzheimer se ha asociado con carotenoderma en algunos informes, la mayoría de los estudios sobre carotenoides séricos en estos pacientes muestran que sus niveles de carotenoides y retinol están deprimidos y pueden estar asociados con el desarrollo de demencia, por lo que una verdadera asociación no está clara.
Más raramente, existen defectos genéticos propuestos en las enzimas metabólicas de los carotenoides, que resulta de la deficiencia parcial o completa de 15,15’-dioxigenasa. La cantaxantina y la astaxantina son carotenoides naturales que se utilizan en la industria alimentaria para añadir color a alimentos como las salchichas y el pescado. La cantaxantina se ha utilizado en «píldoras bronceadoras» de venta libre en los Estados Unidos y Europa, pero actualmente no está aprobada por la FDA para este propósito debido a sus efectos adversos (hepatitis, urticaria, anemia aplásica y unaretinopatía caracterizada por depósitos amarillos y posteriores defectos del campo visual).

## Epidemiología
Los bebés y los niños pequeños son especialmente propensos a la carotenodermia debido a las verduras cocidas, trituradas y en puré que comen. El procesamiento y la homogeneización hacen que el caroteno esté más disponible para la absorción. Un frasco pequeño de 2.5 onzas de papas dulces o zanahorias contiene aproximadamente 400-500% del valor diario recomendado de caroteno para un bebé.

## Tratamiento
La carotenemia y la carotenodermia son en sí mismas inofensivas y no requieren tratamiento. En la carotenodermia primaria, cuando se suspende el uso de grandes cantidades de caroteno, el color de la piel volverá a la normalidad. Sin embargo, pueden pasar varios meses antes de que esto suceda. Los bebés con esta afección no deben dejar de tomar los suplementos vitamínicos recetados, por lo que aplicar un tratamiento de privación en la dieta es lo más recomendable, a menos que el pediatra del niño lo recomiende.
En cuanto a los trastornos subyacentes en la carotenemia secundaria y la carotenodermia, el tratamiento depende totalmente de la causa.